# Hrboki
Hrboki is een plaats in de gemeente Barban in de Kroatische provincie Istrië. De plaats telt 188 inwoners (2001).